# Camilla Lindberg
Camilla Magdalena Lindberg (28 de diciembre de 1973) es una política sueca, militante del Partido Popular Liberal entre 2006 y 2010. No fue reelegida en las elecciones de 2010. Fue miembro del Riksdag (parlamento) del distrito de la Provincia de Dalarna desde 2006. En su juventud, Lindberg participó activamente en la red libertaria sueca Frihetsfronten ("El Frente de la Libertad"), y fue amiga del autor posterior Johan Norberg.

## Soporte anti-vigilancia
Es conocida por ser la única política del Partido Popular Liberal, y la única política fuera de los Rojos-Verdes, que votó en contra del cambio legislativo que regula el Establecimiento de Radio de Defensa Nacional (FRA) el 18 de junio de 2008. Por su determinación en la cuestión, la Liga Juvenil Liberal Sueca le otorgó la medalla Bertil Ohlin el 9 de agosto de 2008 durante una recepción formal a la que asistió, entre otros, el exprimer ministro de Suecia, Ola Ullsten [cita requerida]

## Campaña de trabajo sexual
Otra controversia involucra tomar una posición contra el discurso dominante sobre la prostitución (en 1999 una coalición de socialdemócratas, verdes e izquierdistas prohibió la compra pero no la venta de servicios sexuales, como una forma de violencia contra las mujeres, y esta visión ahora es aceptada entre todo el espectro político). Lindberg afirmó que la "historia de la mujer trágica que es explotada" no es del todo cierta, y que el estado debería diferenciar entre la prostitución voluntaria y la forzada, y debería autorizar los burdeles. También afirmó que la forma más común de prostitución era “los hombres vendiendo sexo a hombres”. Originalmente concedió una entrevista a un periódico local en Dalarna, pero fue aceptada por la prensa nacional y pronto dio la vuelta al mundo. Su postura la pone en desacuerdo con la izquierda, y también fue criticada desde la derecha: como la demócrata cristiana Katarina Gustavsson, quien afirmó que por el contrario, Suecia debe exportar su ley de compras al resto de Europa. Otra crítica fue Magdalena Andersson, presidenta de Mujeres Moderadas en el Riksdag. Sin embargo, a pesar de esto, aunque 2010 fue un año electoral, encontró bastante apoyo. No obstante, se sabe que Alexander Bard es un firme partidario de Lindberg.